# Swarland
Swarland är en by i civil parish Newton-on-the-Moor and Swarland, i grevskapet Northumberland i England. Byn är belägen 10,9 km 
från Alnwick. Orten har 600 invånare (2016). Swarland var en civil parish 1866–1955 när det uppgick i Newton on the Moor. Civil parish hade 368 invånare år 1951.